# Коноба код Гоце и Рената
Коноба код Гоце и Рената угоститељски је објекат ресторантског типа, који на неки начин због вишедеценијске традиције постојања и рада, представља својеврсну туристичку атракцију Београда. Налази се на самој левој обали реке Дунав на око 200 m низводно од Панчевачког моста. Амбијент ресторана, који представља спој између рустичног и софистицираног, окружен је природним залеђем од градске гужве, а опет налази се доста близу централног језгра Београда и веома прометног ауто-пута. Ресторану се може прићи воденим пловилима са Дунава и сувоземним путем пешице или аутомобилом са ауто-пута Београд-Панчево.

## Историјат
Данашња Коноба код Гоце и Рената настала је на ширем простору око куће старих аласа, која је на овом месту постојала вековима и за риболовце, његове становнике и многобројне посетиоце, љубитеље реке, била не само смисао живота већ и материјалне егзистенције. Из ове скромне колибе на рибарење су испраћани и и у њој по повратку, са овог понекад и опасног посла, дочекивани бројни аласи, „Пингвини са Дунава“, из генерације у генерацију.
Поред аласа, у кући старих рибара били су угошћени и сви љубитељи опуштеног домаћинског амбијента, који су уживали у алаској рибљој чорби и свежој риби која је свакодневно ловљена, на Дунаву, ноћу или дању без обзира на годишње доба и временске услове.
Риба се пекла на тањирачи, чорба кувала у котлићу, закаченом на троношац, а љубитељи реке уживали су правећи аласима друштво до касних јутарњих сати. Уз вино и јело аласи су мерили улов, препричавали риболовачке приче и тако из дана у дан вековима. Да би та скромна аласка колиба једног дана на почетку трећег миленијума постала излетиште, репрезентативни угоститељски објекат и туристичка знаменитост Београда, у коју данас долазе нове генерације, љубитеља риболова и живота уз реку, али и бројни туристи и посетиоци Београда из Србије и иностранства жељни добре хране, пића и уживања у лепотама Дунава.

### Овако је почело
А све је почело тако што су проводећи викенде у овој колибици уз реку Ренато Грбић и његова браћа аласи („Пингвини са Дунава“) након улова рибе око тањираче и рибљег котлића окупљали многобројне пријатеље и љубитеље Дунава и рибљих специјалитета. Тако је (с почетка 21. века) неуређен простор око аласке колибе постао права природна оаза уз леву обалу Дунава.
Ренато је ловио рибу а његова супруга Гордана (Гоца) је ту исту рибу спремала и претварала у права кулинарска уметничка дела. Како је број посетилаца (привучен Гоциним специјалитетима од рибе и топлим пријемом), из дана у дан све више растао, тако се са њима увећавао и мењао, набоље, простор око ресторана који се се заједно са Конобом претворио у култно излетиште за децу и одрасле и једну од знаменитост на туристичкој карти Београда.
За данашњи изглед Конобе и њену препознатљивост у туристичкој понуди Београда највеће заслуге свакако припадају Гоци, жени пуној животне енергије и гостољубивости, са високо изграђеним смислом за угоститељство, уређење простора и очување природе, која је од Конобе начинила спој између рустичног и софистицираног.

### Уточиште за посрнуле у животу
Временом Коноба код Гоце и Рената, постала је позната не само по рибљим специјалитетима и доброј хрени и пићу већ и по томе што је у њој уточиште, топлу људску реч и „прву помоћ“ пронашао већи број самоубица који су свој промашени живот хтели да прекрате скоком у Дунав са Панчевачког моста. Наиме, сада већ легендарни сувласник Конобе, Ренато Грбић је својим чамцем и стеченим вештинама правовременог уочавања особа у покушају самоубиства за 17 година (до јула 2015) спасао 28 људских живота.
Ренато Грбић је због његових подвига, у спасавању људских живота, проглашен за почасног грађанина Београда и општине Палилула, док су му београдски медији у више наврата за хуманост доделили признање за подвиг године.

## Опис
Ресторан се у функционалном смислу састоји од:
- Затвореног дела, богато декорисаног детаљима са мора и великим камином. Овај део користи током хладнијег периода и зими.
- Летње баште, са пространом терасом која се простире изнад Дунава. Овај део ресторана који се претежно користи у летњем периоду, богато је декорисан цветним аранжманима, великим акваријумом, бунаром и детаљима из живота аласа.
- Иггралишта за децу богато опремљеног мобилијаром прилагођеног свим узрастима деце.
- Понтона или приступног дела на обали Дунава, намењеног да прихвати госте који у ресторан долазе чамцима, јахтама или глисером.
- Паркинга за већи број моторних возила.

Јела која се припремају у ресторану су углавном од речне рибе, али се нуде и специјалитети од морских плодова, јела са роштиља, специјалитети вегетаријанске кухиње, разне посластице итд.

## Галерија
|  |  |  |

|  |  |  |